# U-716
| U-716                                    | U-716 | U-716 |
| ---------------------------------------- | --- | --- |
|                                          | | |
|                                          | | |
| Зображення підводного човна підтипу VIIC | | |
| Під прапором                             | Третій Рейх | Третій Рейх |
| Спуск на воду                            | 15 січня 1943 року                                                                                                 | 15 січня 1943 року                                                                                                 |
| Введений до складу флоту                 | 15 квітня 1943 року                                                                                                | 15 квітня 1943 року                                                                                                |
| Сучасний статус                          | 11 грудня 1945 року затоплений союзниками                                                                          | 11 грудня 1945 року затоплений союзниками                                                                          |
| Проєкт                                   | | |
| Тип ПЧ                                   | Торпедний ДПЧ | Торпедний ДПЧ |
| Розробник проєкту                        | H. C. Stülcken Sohn, Гамбург                                                                                       | H. C. Stülcken Sohn, Гамбург                                                                                       |
| Основні характеристики                   | | |
| Швидкість (надводна)                     | 17,7 вузла | 17,7 вузла |
| Швидкість (підводна)                     | 7,6 вузла | 7,6 вузла |
| Робоча глибина занурення                 | 100 м | 100 м |
| Гранична глибина занурення               | 230 м | 230 м |
| Автономність плавання                    | 135—174 км на швидкості 4 вузли (в підводному положенні) 11 470 км на швидкості 10 вузлів (у надводному положенні) | 135—174 км на швидкості 4 вузли (в підводному положенні) 11 470 км на швидкості 10 вузлів (у надводному положенні) |
| Екіпаж                                   | 44—60 осіб | 44—60 осіб |
| Розміри                                  | | |
| Довжина найбільша (по КВЛ)               | 67,1 м | 67,1 м |
| Ширина корпусу найб.                     | 6,2 м | 6,2 м |
| Висота                                   | 9,6 м | 9,6 м |
| Середня осадка (по КВЛ)                  | 4,74 м | 4,74 м |
| Водотоннажність надводна                 | 769 т | 769 т |
| Озброєння                                | | |
| Артилерія                                | 1 × 88-мм палубна гармата SK C/35                                                                                  | 1 × 88-мм палубна гармата SK C/35                                                                                  |
| Торпедно- мінне озброєння                | 4 носових і один кормовий ТА. 14 торпед або 26 мін TMA                                                             | 4 носових і один кормовий ТА. 14 торпед або 26 мін TMA                                                             |
| ППО                                      | 1 × 20-мм зенітна гармата FlaK 30/38/Flakvierling                                                                  | 1 × 20-мм зенітна гармата FlaK 30/38/Flakvierling                                                                  |

U-716 — німецький підводний човен типу VIIC, що входив до складу крігсмаріне за часів Другої світової війни. Закладений 16 квітня 1942 року на верфі H. C. Stülcken Sohn у Гамбурзі. Спущений на воду 15 січня 1943 року, 15 квітня 1943 року корабель увійшов до складу ВМС нацистської Німеччини.

## Бойовий шлях
Після введення U-716 до строю підводний човен входив до складу 5-ї навчальної флотилії ПЧ Крігсмаріне. З 1 січня 1944 року U-716 перебував у 11-й, з 1 жовтня 1944 року — в 13-й, з 1 квітня 1945 року у 14-й флотиліях підводних човнів Крігсмаріне.
З квітня 1943 року і до кінця війни, U-716 здійснив 10 бойових походів, переважно в Північному Льодовитому океані та Норвезькому морі, потопив американське суховантажне судно типу «Ліберті» і торпедний катер USS PTC-39.

#### Бій біля Нордкапа
20 грудня 1943 року з бухти Лох-Ю в Шотландії вийшов черговий арктичний конвой JW 55B з 19 транспортних та вантажних суден. До складу сил супроводу під командуванням віцеадмірала Б. Фрезера входили: лінкор «Герцог Йоркський», крейсери «Белфаст», «Норфолк», «Шеффілд», «Джамайка» і чотири есмінці «Саумарез», «Савідж», «Скорпіон» і норвезький «Сторд».
26 грудня 1943 року о 8:40 в умовах повної полярної ночі кораблі союзників вступили в бій з німецьким ударним угрупованням флоту, яке очолював лінійний корабель ВМС Третього Рейху «Шарнгорст».
У ході морського бою, який точився протягом дня, британські кораблі завдали серйозних пошкоджень лінкору «Шарнгорст», який приблизно о 18:45 внаслідок отриманих ушкоджень від вогню противника затонув.

### Подальша доля ПЧ
9 травня 1945 року капітулював у Нарвіку союзникам. Перетягнутий до Лох-Раян у Шотландії, де 11 грудня 1945 року потоплений при проведенні операції «Дедлайт» в ролі цілі для повітряної атаки.

## Командири
- Оберлейтенант-цур-зее Ганс Дункельберг (15 квітня 1943 — 24 січня 1945)
- Оберлейтенант-цур-зее Фрідріх-Август Гройс (22 січня — 12 лютого 1945) — виконувач обов'язків.
- Оберлейтенант-цур-зее Юрген Тімме (лютий — 9 травня 1945)

## Перелік уражених U-716 суден у бойових походах
| №                                                              | Дата          | Назва            | Тип                | Належність | Водотоннажність (брт) | Вантаж                                                                             | Конвой        | Результат та координати                                               | Наслідки атаки для екіпажу    | Прим. |
| -------------------------------------------------------------- | ------------- | ---------------- | ------------------ | ---------- | --------------------- | ---------------------------------------------------------------------------------- | ------------- | --------------------------------------------------------------------- | ----------------------------- | ----- |
| Другий похід (25.01—18.02.1944, 25 діб; Гаммерфест—Гаммерфест) |               |                  |                    |            |                       |                                                                                    |               |                                                                       |                               |       |
| 1                                                              | 26 січня 1944 | Andrew G. Curtin | суховантажне судно | США        | 7 200                 | 9 000 тонн генерального вантажу, 26 упаковок з поштою, 2 локомотиви та 2 PT катери | Конвой JW 56A | потоплено 73°22′ пн. ш. 24°15′ сх. д. / 73.367° пн. ш. 24.250° сх. д. | 71 (3 загинуло, 68 врятовані) |       |
| 2                                                              | 26 січня 1944 | USS PTC-39       | торпедний катер    | США        | 54                    |                                                                                    | Конвой JW 56A | потоплено 73°22′ пн. ш. 24°15′ сх. д. / 73.367° пн. ш. 24.250° сх. д. | ?                             |       |